# Mary Norton
Mary Norton, född 10 december 1903 i London, död 29 augusti 1992 i Bideford i Devon, var en brittisk barnboksförfattare. Hon blev känd för bokserien om Lånarna och tilldelades Carnegiemedaljen 1952.
Mary Norton gick först i klosterskola och sökte sedan in till en teaterskola. Hon arbetade sedan som skådespelerska i England till 1927, då hon gifte sig och flyttade till Portugal. Familjen flyttade sedan till USA, åter till England och slutligen till Irland.
Hennes böcker är en blandning av realism och saga, ofta med humoristiska inslag. Debuten 1943 var The Magic Bed-Knob (senare översatt till svenska som Den förtrollade mässingsknoppen).
Mest känd blev Norton för sina böcker om "lånarna", små varelser som livnär sig på att dra nytta av det som människor tappar bort. Den första boken The Borrowers (på svenska som Pojken och lånarna) kom ut 1952, och den femte och sista delen 1982. I någon mån kan böckerna ses som en lågmäld och humorfylld kommentar till den mänskliga civilisationen.
Den första boken filmatiserades som en TV-film 1973. 2010 animerade Studio Ghibli filmen Lånaren Arrietty, en fri bearbetning utifrån Lånarna-böckerna.

## Verk översatta till svenska
- Pojken och lånarna, 1955 (The borrowers)
- Lånarna i det gröna, 1957 (The borrowers afield)
- Lånarna till sjöss, 1962 (The borrowers afloat)
- Lånarna i luften, 1964 (The borrowers aloft)
- Den förtrollade mässingsknoppen, 1965 (Bonfires and Broomsticks)
- Lånarna i fara, 1984 (The borrowers avenged)

## Priser och utmärkelser
- Carnegie Medal 1952 för The Borrowers